# Willy Maury
Pour les articles homonymes, voir Maury.
Willy Wagner dit Willy Maury, né à Bruxelles le 18 novembre 1887 et mort dans la même ville le 1er janvier 1955, est un acteur et chanteur belge.

## Biographie
En 1910, il crée au Théâtre royal des Galeries le rôle de Séraphin Meulemeester, fiancé de Mademoiselle Beulemans (jouée par Gilberte Legrand) dans la célèbre pièce de Fernand Wicheler et Frantz Fonson Le Mariage de Mademoiselle Beulemans.
Il est aussi connu pour avoir joué en 1913 dans deux courts métrages burlesques du cinéaste français Alfred Machin : L'Agent Rigolo et son chien policier avec Fernand Crommelynck et Saïda a enlevé Manneken-Pis qui met en scène une panthère fétiche (Mimir la panthère). Ce film fait souvent la joie des visiteurs du Musée du cinéma de Bruxelles.
Willy Maury et Alfred Machin se retrouvent pour un des deux premiers longs métrages du cinéma belge conservés : le mélodrame raffiné pacifiste et prémonitoire Maudite soit la guerre.
De 1922 à 1925, il joue beaucoup au cinéma avec l'actrice Gilberte Legrand dans des comédies de Fernand Wicheler († 1935), comme La parole est à Monsieur Beulemans (1923). Fernand Wicheler, Gilberte Legrand et Willy Maury collaborent musicalement avec le ténor Fernand Faniard. 
Après la mort de Wicheler, en 1935, Willy Maury devient le compagnon de Gilberte Legrand (la veuve Wicheler). Ils cohabitent dans une superbe maison du Boulevard Bellerive à Rueil-Malmaison.
Le couple et Faniard poursuivent  leur collaboration, enregistrant même quelques 78 tours chez "Perfectaphone" et chez "Ultraphone", sous le pseudonyme de DARFANY. Une opérette intitulée Ces Messieurs aux Chapeaux Noirs (en contrepoint de la célèbre pièce de théâtre Ces dames aux chapeaux verts tirée du roman du même nom) était en cours d'élaboration en 1937-1938, la création étant prévue pour 1940, projet réduit à néant par la déclaration de guerre. Un air reprenant une composition originale commune au couple s'intitule Vous permettez que j'déballe mes outils produit par la maison Pathé,.
Avant la deuxième guerre mondiale, Willy Maury et Gilberte Legrand étaient les protagonistes d'une émission retransmise en direct de la Salle Pleyel, à Paris, tous les mercredis soir, au cours de laquelle, sous le patronage publicitaire du "Lait Berna" (faisant suite aux "Pâtes Lustucru" et "l'Huile Lesieur" - qui rend la cuisine encore meilleure, disait-on) ils se livraient à de plaisantes scènes comiques sous les noms d'Adolphe et Adolphine.sous le patronage de la société SBR,
En 1954, moins d'un an avant sa mort, Willy Maury joue et chante en incarnant Poeske, dans Fête de quartier (Is Kermis bij ons) 
un film réalisé par Paul Flon d'après un scénario de Jeanne Lefebvre et Georges Michel. Il joue à côté de nombreux acteurs belges de l'époque tels Carine Berthe, Victor Guyau (Bollinck), Jean-Pierre Loriot (Bernard), Michèle Moulin (Jeanne), Marcel Roels (Sosthène), Alice Tissot (Antoinette), Line Dariel (marchande de caricoles), ... C'est son premier et dernier rôle cinématographique sonore.

## Filmographie
- L'Agent Rigolo et son chien policier (1913) d'Alfred Machin, avec Fernand Crommelynck et Mimir la panthère
- Saïda a enlevé Manneken-Pis (1913) d'Alfred Machin, avec Mimir la panthère et Fernand Gravey
- Gigi ou la folle poupée (1922) de Fernand Wicheler, avec Gilberte Legrand, produit par Hippolyte De Kempeneer
- L'ermite effroyable (1922) de Fernand Wicheler, avec Fernand Wicheler et Irène De Zalewska
- La cure de l'abbé Javel (1922) de Fernand Wicheler, produit par Hippolyte De Kempeneer
- Le coup de Gilberte (1922) de Fernand Wicheler, avec Gilberte Legrand, produit par Hippolyte De Kempeneer
- La parole est à Monsieur Beulemans (1923) de Fernand Wicheler, avec Gilberte Legrand, produit par Hippolyte De Kempeneer
- La maison dans la dune (1925) de Fernand Wicheler et Isidore Moray, avec Gilberte Legrand, produit par Hippolyte De Kempeneer
- Fête de quartier (1954) de Paul Flon, avec Marcel Roels